# Aora
Aora (PT Karyamegah Adijaya) – indonezyjski dostawca telewizji satelitarnej. Rozpoczął działalność w 2008 roku.
Dostawca uzyskał wyłączne prawa do transmisji Igrzysk Olimpijskich 2008 w Indonezji. Platforma ta jako pierwsza w kraju wprowadziła standard MPEG-4 AVC.